# تیرسلینی
تیرسلینی (به لاتین: Tyrszeliny) یک منطقهٔ مسکونی در لهستان است که در Gmina Kolsko واقع شده‌است.